# Dan Coleman
Daniel Cole Coleman, detto Dan (Minneapolis, 13 febbraio 1985), è un ex cestista statunitense, professionista nella NBDL e in Europa. È il nipote di Ben Coleman.

## Palmarès
- Campionato olandese: 1

Donar Groningen: 2013-14
- Coppa d'Olanda: 7

Donar Groningen: 2014